# إذا عدت النساء
يُعد كتاب «إذا عُدَّت النساء» والذي صدر عام 1988، من تأليف (مارلين وارينج)، عضو البرلمان النيوزيلندي السابق، كتاب في الحركة النسوية الأكاديمية والاقتصاد السياسي والاقتصاد النسوي. ويعتبر الكتاب نقدًا رائدًا ومنتظمًا لنظام الحسابات القومية على مستوى الدولة، والمعيار الدولي لقياس النمو الاقتصادي، والطرق التي تم بها استبعاد عمل المرأة غير المدفوع الأجر، بمعنى استبعاد خدمات رباب المنازل من ما يعتبر ناتجًا مثمرًا في الاقتصاد القومي.
لقد أقنع الكتاب هيئة الأمم المتحدة بإعادة تعريف Gross Domestic Product - الناتج المحلي الإجمالي، وكان سببًا في استلهام أساليب محاسبية جديدة في عشرات البلدان، وأصبح الوثيقة التأسيسية لانضباط الاقتصاد النسوي. وهو كتاب انتشر على نطاق واسع، وجعل من تحليل وشرح هذا الموضوع ثقافة كبيرة به لدى جمهور كبير.